# Ron Kas
Ron Kas (Amsterdam, 3 februari 1963) is een Nederlandse radiopresentator en werkzaam voor de KRO-NCRV.
Kas is jurist, hij studeerde rechten aan de VU in Amsterdam. Hij begon met radiomaken in de jaren 80 bij de ziekenomroep van het Slotervaartziekenhuis en bij een zendpiraat uit Badhoevedorp. Vervolgens heeft hij enige tijd nieuws gelezen bij Radio Amsterdam. 
Begin jaren 90 rondde hij zijn opleiding Journalistiek voor academici af en ging hij werken bij KRO's Dingen Die Gebeuren op Radio 1. Op deze zender heeft hij twee jaar gepresenteerd. In die tijd was hij voice over bij verschillende tv programma's waaronder Ontbijt TV. Op de toen nog achtergrondzender Radio 5 was hij intussen wekelijks te horen in een marathonuitzending van acht uur: KRO's Vijfde Verdieping en vervolgens in het dagelijks ochtendprogramma Route 747. 
Sinds 2002 is hij vast verbonden als presentator en eindredacteur aan het radioprogramma Adres Onbekend, eerst op Radio 2 en tegenwoordig op NPO Radio 5. Sinds 2012 wordt Adres Onbekend ook uitgezonden door zeven regionale omroepen. Adres Onbekend won de Zilveren Reissmicrofoon van 2016. 
Kas is getrouwd en heeft twee zonen. 